# Antonio Ascari
Antonio Ascari, född 15 september 1888, död 26 juli 1925,  var en italiensk racerförare. Han var far till racerföraren Alberto Ascari.
Antonio Ascari började tävla i racing på elitnivå i Italien 1919 i en modifierad Fiat från 1914. Han körde sedan för Alfa Romeo under 1920-talet. Han vann ett flertal grand prix-lopp, men förolyckades på toppen av sin karriär i en krasch i Frankrikes Grand Prix.